# Operatie Detroit
Operatie Detroit was de codenaam voor de landingen van de Amerikaanse 82e Luchtlandingsdivisie in de nacht van 5 op 6 juni 1944, als onderdeel van Operatie Overlord. De landingszone van de parachutisten en zweefvliegtuigen was rond het dorp Sainte-Mère-Église, ten westen van Utah Beach, met de intentie om de westflank van de operatie te beschermen.
Het doel dat de luchtlandingstroepen meekregen, was het veroveren van Sainte-Mère-Église en het innemen van de bruggen over de Merderet. Wanneer ze deze doelstellingen zouden bewerkstelligen, kon de 4e infanteriedivisie, die landden op Utah Beach, eenvoudig en zonder veel weerstand noordwaarts trekken. Hier lag hun belangrijke einddoel, namelijk de haven van Cherbourg. Deze haven was van essentieel belang voor de aanvoer van voorraden voor de geallieerde troepen in Normandië.
Het aantal slachtoffers voor de Amerikaanse luchtlandingstroepen van de 82e divisie lag rond de 1.260 manschappen. Dit van de in totaal 6.600 troepen van de 82e divisie. Later op de dag arriveerden het zwaardere materiaal van de divisie. Dit materiaal werd aangevoerd door zweefvliegtuigen.